# She Works Hard for the Money
She Works Hard for the Money es el undécimo álbum de la cantante estadounidense, Donna Summer. Publicado el 10 de mayo de 1983. Este álbum se convirtió en su mayor éxito de la década y produjo uno de los mayores éxitos de toda la carrera de Donna con la canción principal del mismo título, "She Works hard for the money".
Después de salir de Casablanca Records, como la estrella femenina más importante de la música disco de la década 1970, en el verano de 1980 había demandado la liberación de Casablanca para firmar con David Geffen como la artista inaugural de su sello Geffen, donde sus grabaciones tuvieron un éxito relativamente moderado. 
El sencillo "She Works Hard for the Money" se convirtió en el mayor éxito de Summer desde 1979, alcanzando el número 3 en el Billboard Hot 100 y el número 1 en las listas de R&B durante tres semanas, impulsando la carrera musical de Donna.
Varios sencillos más fueron lanzados del álbum, incluyendo "Unconditional Love", que  le dio a Summer su decimocuarto éxito en el Top 20 del Reino Unido y alcanzó el puesto número 9 en la lista de R&B de Estados Unidos. "Stop, Look and Listen" alcanzó el puesto 57 en la UK Singles Chart del Reino Unido.  "Love Has a Mind of Its Own" a dúo con  Matthew Ward alcanzó el puesto 70 en la lista Billboard Hot 100 y el 35 en la lista Billboard R&B Hits.

## Lista de canciones[2]

### Lado 1
| N.º | Título                         | Escritor(es)                            | Duración |  |
| 1.  | «She Works hard for the Money» | Michael Omartian, Donna Summer          | 5:19     |  |
| 2.  | «Stop, Look and Listen»        | Omartian, Greg Phillinganes, Summer     | 5:52     |  |
| 3.  | «He's a Rebel»                 | Jay Graydon, Omartian, Summer           | 4:22     |  |
| 4.  | «Woman»                        | Graydon, Omartian, Bruce Sudano, Summer | 4:19     |  |

### Lado 2
| N.º | Título                           | Escritor(es)                   | Duración |  |
| 1.  | «Donna Summer»                   | Michael Omartian, Donna Summer | 4:42     |  |
| 2.  | «Love Has a Mind of Its Own»     | Omartian, Sudano, Summer       | 4:16     |  |
| 3.  | «Tokyo»                          | Omartian, Sudano, Summer       | 4:15     |  |
| 4.  | «People, People»                 | Omartian, Sudano, Summer       | 3:53     |  |
| 5.  | «I Do Believe (I Fell in Love)"» | Summer                         |          |  |

## Personal
- Donna Summer
- Musical Youth
- Matthew Ward
- Michael Omartian
- Jay Graydon
- Marty Walsh
- Gary Herbig
- Mike Baird
- Nathan East
- Ray Parker, Jr.
- Lenny Castro
- Michael Boddicker